# Glaziellaceae
Glaziellaceae is een familie van de Pezizomycetes, behorend tot de orde van Pezizales.

## Taxonomie
De familie Glaziellaceae bestaat uit slechts één geslacht: Glaziella.